# Бабенко, Владимир Константинович
Влади́мир Константи́нович Бабе́нко (3 октября 1928 года, село Гайворон — 17 октября 2015 года, Саратов) — советский рабочий, токарь Саратовского завода электронного машиностроения Министерства электронной промышленности СССР. Герой Социалистического Труда (1974).

## Биография
Родился в 1928 году в крестьянской семье в селе Гайворон (сегодня — Аткарский район Саратовской области). Украинец. В 1943 году получил неполное среднее образование. Трудовую деятельность начал рядовым колхозником в колхозе «Ленинский путь» Аткарского района с усадьбой в селе Гайворон. Позднее обучался на курсах механизации, после чего трудился трактористом в Кочетовской МТС Дурасовского района. В 1948 году призван на срочную военную службу, которую проходил в артиллерийских войсках Приволжского военного округа. С 1951 года — член КПСС.
С 1951 года проживал в Саратове, где трудился грузчиком, учеником токаря, токарем на заводе № 375 (позднее — Саратовский завод электронного машиностроения, Производственное объединение «Элмаш»). В 1954 году окончил вечернюю школу рабочей молодёжи, в 1963 году — вечернее отделение Саратовского индустриального техникума по специальности «мастер холодной обработки металла».
В своей трудовой деятельности добился высоких показателей. Активное участвовал в рационализаторской деятельности. Зарегистрировал около 30 рационализаторских предложений, в результате чего значительно увеличилась производительность труда. Ежегодно перевыполнял план на 140—150 %. Выполнял наиболее сложные и ответственные трудовые задания. За выпускаемые изделия высокого качества получил в 1957 году право использовать личное клеймо. В 1973 году досрочно выполнил личные социалистические обязательства и плановые производственные задания. Указом Президиума Верховного Совета СССР (с грифом «не подлежит опубликованию») от 16 января 1974 года «за выдающиеся успехи в выполнении и перевыполнении планов 1973 года и принятых социалистических обязательств» удостоен звания Героя Социалистического Труда с вручением ордена Ленина и золотой медали Серп и Молот.
В 1987 году вышел на пенсию. Проживал в Саратове. Скончался в октябре 2015 года. Похоронен на Елшанском кладбище.

## Награды
- Герой Социалистического Труда
- Орден Ленина
- Орден Трудового Красного Знамени (26.04.1971)